# Rebelde
A Rebelde (Lázadó) egy 2004 és 2006 között készített mexikói telenovella a Televisától. A híres argentin telenovella, a Rebelde Way remake-je. A sorozat három évadon át futott, az utolsó epizódot 2006. június 2-án vetítették Mexikóban. Helyét a Televisa új telenovellája, a Código postal vette át. A sorozat Magyarországon még nem került műsorra.

## Történet
A Rebelde négy fiatal történetét meséli el, akik az Elit Way Schoolba, egy híres magániskolába járnak. Köztük van Miguel (Alfonso Herrera), aki ösztöndíjnak köszönhetően került be az iskolába. Életcélja mindössze abból áll, hogy meggazdagodjon és bosszút álljon azon az emberen, aki tönkretette a családját és aki miatt édesapja öngyilkosságot követett el. Rá kell azonban jönnie, hogy az az ember, akit a legjobban gyűlöl, nem más, mint élete szerelmének, Mia Coluccinak (Anahí) az apja, Franco (Juan Ferrara). Mia a legnépszerűbb lány az iskolában, mindig vidám, belevaló tinédzser. Csak apjával vannak problémái, aki szerelmi kapcsolatot létesít egy énekesnővel, Alma Rey-jel (Ninel Conde), akit a lány nem igazán kedvel.
Alma lánya, Roberta (Dulce María) mindig is anyja hírnevének árnyékában élt, és emiatt szépségét és tehetségét mindenki elől rejtegeti.
Diego Bustamente (Christopher Uckermann) úgy nőtt fel, hogy tudta, az ő sorsa mindenekelőtt a politikai pálya. Ebben a tekintetben példaképe saját apja, León (Enrique Rocha), aki egy rideg, számító ember, így Diego is az apjára hasonlít. Az iskolában a négy fiatal megismerkedik Enriquével (Patricio Borghetti), a tanárral, aki megváltoztatja életüket.

## Szereplők
- Maite Perroni... Guadalupe "Lupita" Fernandez
- Ninel Conde... Alma Rey
- Enrique Rocha...León Bustamante
- Anahí... Mia Colucci
- Alfonso Herrera... Miguel Arango
- Dulce María.. Roberta Pardo Rey
- Christopher Uckermann... Diego Bustamante
- Maite Perroni... Guadalupe "Lupita" Fernandez
- Christian Chávez... Juan "Giovanni" Méndez López
- Zoraida Gómez... Jóse Luján Landeros
- Eddy Vilard... Teodoro "Téo" Ruiz Palacios
- Angelique Boyer... Victoria "Vico" Paz
- Patricio Borghetti... Enrique Madariaga (2004/2006)
- Lisardo Guarinos... Martin/Octavio Reverte (2005–2006)
- Karla Cossío... Pilar Gandía Rosalez
- Estefania Villarreal... Celina Ferrer Mitre
- Felipe Nájera... Director Pascual Gandia
- Leticia Perdigon... Mayra Fernández
- Juan Pedro... Luis Garcia
- Jack Duarte... Tomás Goycolea
- Ronald Duarte... Jack Lizaldi Heidi
- Lourdes Canale... Hilda Acosta
- María Fernanda García... Alice Salazar
- Rodrigo Nehme... Nicolás Huber (2004–2005)
- Derrick James... Santos Echagüe (2005–2006)
- Maria Fernanda Malo... Sol de la Riva (2005–2006)
- Viviana Ramos... Lola Fernández (2005–2006)
- Cláudia Schmidt...Sabrina Guzman (2005–2006)
- Allisson Lozano... Bianca Delight (2005–2006)
- Tony Dalton... Gastón Diestro (2005–2006)
- Diego González... Rocco Bezauri (2005–2006)
- Grettell Valdéz... Renata Lizaldi (2004)
- Julio Camejo... Mauro (2004)
- Eleazar Gómez... Leonardo (2005)
- Nailea Norvind... Marina Cáceres (2006)